# Oracle WebLogic Server
Oracle WebLogic Server — семейство продуктов категории связующего программного обеспечения корпорации Oracle.
Разработка начата в 1995 компанией-стартапом WebLogic, поглощённой в 1998 году фирмой BEA Systems, владевшей к тому времени активами монитора транзакций Tuxedo; новые владельцы выстроили вокруг первого сервера приложений весьма обширную линейку продуктов связующего программного обеспечения, объединённую торговым наименованием WebLogic, одним из ключевых компонентов стала собственная реализация виртуальной машины Java — JRockit. В 2008 году BEA была поглощена корпорацией Oracle, доминировавшей в тот момент на рынке систем управления баз данных, но уступавшей BEA и IBM в сегменте связующего программного обеспечения, и вся линейка WebLogic включена в комплект Oracle Fusion Middleware. С 2010 года Oracle выпускает аппаратно-программный комплекс Exalogic, программную основу которого составляют компоненты линейки WebLogic.
По состоянию на 2024 год поставляется версия платформы 14.1.1. Центральный компонент — сервер приложений J2EE Oracle WebLogic Server, выпускаемый двух редакциях (Standard и Enterprise), с отдельно приобретаемыми опциями мультиарендности и непрерывной доступности. Комплект Oracle WebLogic Suite включает, кроме сервера приложений, ряд дополнительных компонентов (в том числе HTTP-сервер iPlanet, распределённый кэш Coherence), а в качестве опций — другие интеграционные продукты (в том числе оркестровщик BPEL и сервисную шину). Поставляются версии для платформ x86-64 (поддерживаются некоторые дистрибутивы Linux, в том числе Oracle Linux, Red Hat Enterprise Linux, SUSE Linux Enterprise Server, а также Windows и Solaris), System z (Linux), Itanium (HP-UX), SPARC (Solaris), POWER (AIX), ранее поддерживались и некоторые другие платформы.